# La Vernosa e la Caça
La Vernosa e la Caça (francès Lavernose-Lacasse) és un municipi del departament francès de l'Alta Garona, a la regió d'Occitània.